# Rue des Pénitents-Blancs
Ne doit pas être confondu avec Rue des Pénitents-Gris.
La rue des Pénitents-Blancs (en occitan : carrièra dels Penitents Blancs) est une voie de Toulouse, chef-lieu de la région Occitanie, dans le Midi de la France.

## Situation et accès

### Description
La rue des Pénitents-Blancs est une voie publique. Elle se trouve au cœur du quartier Saint-Georges.
Elle naît perpendiculairement à la rue Jacques-Matthieu-Delpech, presque dans le prolongement de la rue Joseph-de-Malaret. Rectiligne, longue de 167 mètres et large de 12 mètres, elle est orientée au nord dans sa première partie, puis à l'est dans sa deuxième partie. Il existe plusieurs passages donnant accès à la dalle du nouveau quartier Saint-Georges et à la promenade des Capitouls (actuel no 11) et à la place Occitane (actuel no 17). La rue des Pénitents-Blancs se termine au carrefour de la rue du Rempart-Saint-Étienne.
La chaussée compte une seule voie de circulation automobile à sens unique, de la rue Jacques-Matthieu-Delpech vers la rue du Rempart-Saint-Étienne. Elle appartient à une zone de rencontre et la vitesse y est limitée à 20 km/h. Il n'existe pas de piste, ni de bande cyclable, quoiqu'elle soit à double-sens cyclable.

### Voies rencontrées
La rue des Pénitents-Blancs rencontre les voies suivantes, dans l'ordre des numéros croissants (« g » indique que la rue se situe à gauche, « d » à droite) :
1. Rue Jacques-Matthieu-Delpech
2. Promenade des Capitouls - accès piéton (g)
3. Place Occitane - accès piéton (g)
4. Rue du Rempart-Saint-Étienne

## Odonymie
La rue des Pénitents-Blancs tient son nom de la chapelle construite en 1614 pour la confrérie des Pénitents blancs, au nord de l'ancienne place du même nom (emplacement des actuels no 17-19 de la rue des Pénitents-Blancs).
La rue et la place des Pénitents-Blancs ont souvent été désignées de la même manière. Au Moyen Âge, elles portaient le nom de rue et place des Clotes ou des Clottes (clotas ou clòtas, « fosses » ou « marais » en occitan médiéval). Cette appellation se rencontre au milieu du XIVe siècle pour la rue et à la fin du même siècle pour la place. Elle présente parfois des variations : les Clottes-Vieilles (milieu du XVe siècle), la place de l'Orme-des-Clottes (milieu du XVe siècle). Ce n'est qu'au cours du XVIIIe siècle qu'apparaît celui de rue des Pénitents-Blancs. La rue porta également, dans la première moitié du XVIe siècle, le nom de rue de la Porte-Neuve, car elle était proche de la porte de ce nom, percée dans le rempart de la ville. On trouve aussi au XVIIIe siècle le nom de rue de la Pillore, car s'y trouvait une auberge tenue par un certain Pillore. En 1794, pendant la Révolution française, la rue et la place devinrent la rue et la place Tricolore, mais ce nom ne subsista pas.

## Patrimoine et lieux d'intérêt
- emplacement des no  17-19 : chapelle des Pénitents blancs. 
La chapelle est construite en 1614 pour la confrérie des Pénitents blancs, qui ont acquis entre 1611 et 1614 plusieurs immeubles de la place des Clottes. Elle est dotée d'un important mobilier : un maître-autel en bois du sculpteur Pierre Affre en 1643, un retable du sculpteur Mathieu Gay, des décors du sculpteur Marc Arcis entre 1708 et 1712, et un ensemble de dix tableaux du peintre Ambroise Crozat et des décors du sculpteur Pierre Lucas pour le plafond en 1722. Pendant la Révolution française, les biens de la confrérie sont saisis et vendus comme biens nationaux[3].